# Ahren Spylo
Ahren Nittel Spylo (* 6. Dezember 1983 in Waterloo, Ontario) ist ein deutsch-kanadischer Eishockeyspieler (Stürmer), der zuletzt beim HC Davos in der Schweizer National League unter Vertrag stand. Sein Bruder Adam war ebenfalls Eishockeyspieler.

## Karriere
Spylo spielte von der Saison 2000/01 bis Mitte der Saison 2002/03 bei den Windsor Spitfires in der OHL und wechselte dann innerhalb der Liga zu den Oshawa Generals. Bei den Windsor Spitfires brachte er es in 136 Spielen (inklusive 16 Play-off-Spielen) auf 37 Tore und 21 Assists (insgesamt 58 Scorerpunkte), bei den Oshawa Generals kamen in 33 Spielen (inkl. 13 Play-off-Spiele) nochmal 20 Tore und 9 Assists hinzu (29 Scorerpunkte). Er wurde beim NHL Entry Draft 2002 in der dritten Runde an 85. Stelle von den New Jersey Devils ausgewählt.
In der Saison 2003/04 spielte Spylo 42 Spiele in der AHL bei den Albany River Rats und brachte es auf sieben Scorerpunkte (4 Tore, 3 Assists), sowie zwei Spiele in der UHL bei den Adirondack IceHawks. Die nächsten beiden Spielzeiten lief Ahren Spylo wieder für die Albany River Rats auf (AHL, 95 Spiele: 39 Tore, 22 Assists = 61 Scorerpunkte) und wechselte dann 06/07 zu seiner ersten Europastation nach Davos in der Schweiz (17 Spiele, 2 Tore). Er wechselte zwei Mal innerhalb der National League A zu den SCL Tigers und kurz darauf zum HC Fribourg-Gottéron. Mitte der Saison 2006/07 kam der Stürmer zu seiner ersten DEL-Station, den Hamburg Freezers, nach Deutschland. Zuerst wurde er nur für eine Testphase von fünf Tagen geholt, doch er konnte überzeugen und wurde bis zum Ende der Spielzeit verpflichtet. Zur Saison 2007/08 unterzeichnete er einen Jahresvertrag bei den Nürnberg Ice Tigers, wo er bereits in der Vorbereitung ob seiner dominierenden Spielweise überzeugte. Nürnbergs Trainer Benoît Laporte bezeichnete Spylo nach dem Vorbereitungsspiel gegen den HC Slavia Prag (Endstand 4:3, Spylo erzielte den sehenswerten Treffer zum 3:1) als „den vielleicht talentiertesten Spieler der Liga“. Im September wurde er von der Fachzeitschrift Eishockey News zum Spieler des Monats gewählt.
Seit April 2010 spielt Ahren Spylo wieder in der Schweiz beim EHC Biel. Bereits in seiner ersten Saison in Biel war er Top Scorer seines Teams. Auch in seiner zweiten Saison in Biel gehörte Spylo zu den besten Scorer (19 Tore, 15 Assists). Im Oktober 2012 riss sich Spylo das Kreuzband in einem Spiel gegen seinen ehemaligen Arbeitgeber Davos und fiel den Rest der Saison aus.
Nach der für den Verein enttäuschenden Saison 2015/16 erhielt Spylo keine Vertragsverlängerung. Ende Januar 2017 wurde Spylo vom HC Davos verpflichtet und mit einem Vertrag bis zum Ende der Saison 2016/17 ausgestattet, kam aber als fünfter Ausländer (bei vier Kontingentplätzen) nur in drei Spielen zum Einsatz.

## Sonstiges
- Spylo besitzt sowohl die deutsche, als auch die kanadische Staatsbürgerschaft, da seine Mutter Deutsche ist und sein Vater Kanadier.
- Sein älterer Bruder Adam Spylo spielte in der DEL, unter anderem ebenfalls bei den Nürnberg Ice Tigers.
- Beim DEL Allstar Game 2008 in Dresden stürzte er bei der Skills Competition spektakulär in die Mannschaft Nordamerikas und zog sich eine Platzwunde am Auge zu, weshalb er am Spiel nicht teilnehmen konnte.

## Erfolge und Auszeichnungen
- 2008 Teilnahme am DEL All-Star Game
- 2009 All-Star-Team des Spengler Cup

## Karrierestatistik
(Legende zur Spielerstatistik: Sp oder GP = absolvierte Spiele; T oder G = erzielte Tore; V oder A = erzielte Assists; Pkt oder Pts = erzielte Scorerpunkte; SM oder PIM = erhaltene Strafminuten; +/− = Plus/Minus-Bilanz; PP = erzielte Überzahltore; SH = erzielte Unterzahltore; GW = erzielte Siegtore; 1 Play-downs/Relegation; Kursiv: Statistik nicht vollständig)